# فایرآی
فایرآی (انگلیسی: FireEye) شرکت امنیت رایانه آمریکایی است، که در سال ۲۰۰۴ تأسیس شد.